# Ятра (деревня)
Ятра (бел. Я́тра) — деревня в Новогрудском районе Гродненской области Беларуси. В составе Валевского сельсовета.

## География
Деревня расположена близ границы с Брестской областью в 8 км к юго-западу от центра сельсовета, агрогородка Валевка и в 20 км к юго-западу от центра города Новогрудок. Рядом с деревней проходит дорога Валевка — Новоельня. Ближайшая ж/д станция в Новоельне, в 15 км к северо-западу от Ятры.

### Гидрография
Стоит на реке Ятранка, притоке Молчади.

## История
Впервые упоминается в 1554 году, как двор Ю. В. Тишковича. Во второй половине XVI века — собственность нескольких шляхтичей, преимущественно из числа татар. В 1562 году получено разрешение великого князя Сигизмунда Августа на основание местечка, право проводить торги в воскресенье и ярмарки «на Петра».
В середине XVII века принадлежала нескольким шляхтичам, в т. ч. (Ятра Обринская) К. А. Обринскому. С 1670 года —  имение Станислава Незабытовского, 14 дымов. В 1672 году имение Новогрудского иезуитского коллегиума. В 1717 году — имение С. Незабытовского, 46 дымов; Ятра Обринская — имение инфлянтского стольника Чудкалера, полученное от ректора Новогрудского иезуитского коллегиума. В 1761 году основана униатская церковь Богородицы. С 1777 году — поместье помещика Кашица. В имении 1 дым, 2 фольварка (2 дыма), 13 деревень (170 дымов).
В результате третьего раздела Речи Посполитой (1795) Ятра оказалась в составе Российской империи, в Новогрудском уезде. Собственность Я. Кашица, полковника бывших войск Речи Посполитой.
После подавления восстания 1830 года владелец имения Юзеф Кашиц, бывший во время восстания командиром повстанческого отряда, был вынужден эмигрировать. Имение Ятра конфисковано и перешло к государству. Грекокатолическая церковь Рождества Богородицы стала православной.
В 1851 году в Ятре открыто первое в Новогрудском уезде приходское училище, где в 1867−1868 гг. учился Ефим Карский. Во второй половине XIX века — начале XX века — деревня, центр сельской общины Почаповской волости Новогрудского уезда, Ятранского православного прихода. В 1870 году — 105 ревизских душ бывших государственных крестьян. В 1876 году — имение пожаловано коллежскому советнику М. В. Селиверстову, согласно купчей 1869 года Его Императорского Величества, как награда за службу; водяная мельница, трактир; хозяйством занимался арендатор. В 1897 году — село, 328 жителей, 49 дворов, церковь, народное училище, 2 магазина, зернозащищенный магазин, питейный дом, водяная мельница. В 1909 году — 398 жителей, 55 дворов.
Согласно Рижскому мирному договору (1921) Ятра оказалась в составе межвоенной Польской Республики, Почаповской гмины Новогрудского повета Новогрудского воеводства. 384 жителей, 67 жилых домов, фольварк.
В 1939 году деревня вошла в состав БССР, центр сельсовета. С 15 января 1940 года в Валевском районе, с 12 октября 1940 года в Кореличском районе Барановичской области, с 8 января 1954 года в Гродненской области, с 25 декабря 1962 года в Новогрудском районе Гродненской области.
С 12 октября 1940 года до 25 июня 2008 года — входила в состав и являлась административным центром Ятравского сельсовета. 25 июня 2008 года деревня передана в состав Валевского сельсовета.
В годы Великой Отечественной войны каменная церковь Рождества была уничтожена, сохранились руины колокольни. После войны действует православная церковь под тем же названием в переоборудованном деревянном доме.

## Население

### Численность
- 2009 год — 193 человек

### Динамика
- 2002 год — 289 человек, 133 двора
- 2009 год — 193 человек (перепись населения)[5]

## Инфраструктура
Сейчас в Ятре Заполье-Ятровская средняя школа, детский сад, библиотека, отделение связи, магазин, комплексный приёмный пункт, памятник воинам-землякам, погибшим в годы Великой Отечественной войны, мемориальный памятник командиру партизанского отряда С. К. Камышову, 4 братских могилы, в которых захоронены 8 партизан, православная церковь Богородицы (1946).

## Экономика
- Сельскохозяйственное предприятие ОАО «Ятра»

## Достопримечательность
- Четыре братские могилы
- Памятник землякам, погибшим в годы Второй мировой войны
- Мемориальный памятник командиру партизанского отряда С. К. Камышову
- Православная церковь Рождества Богородицы